# Close to Me (The Cure)
Close to Me è un singolo del gruppo musicale britannico The Cure, pubblicato il 9 settembre 1985 come secondo estratto dal sesto album in studio The Head on the Door.
Nel 1990 il brano fu remixato e ripubblicato come singolo per promuovere l'album Mixed Up.

## Descrizione
Esistono tre differenti versioni di Close to Me. La versione sull'album, la versione singolo 7" che include il rumore di una porta cigolante che si chiude all'inizio della traccia (il suono proviene dal celebre videoclip che venne girato per Close to Me, che vede la band intrappolata dentro un armadio sul ciglio di una scogliera. Il testo del brano contiene le parole "If only I was sure/that my head on the door was a dream", che ispirarono il titolo dell'album stesso), e la versione 12" extended mix che comprende un arrangiamento esteso della sezione fiati, non presente nelle altre versioni. La sezione strumentale presente in tutte le versioni è un adattamento di una marcia funebre tradizionale di New Orleans.

## Video musicale
Il video musicale mostra il gruppo chiuso dentro un armadio posto su una rupe a strapiombo sul mare. Appena chiusa la porta l'armadio cade giù. Intanto il cantante sta facendo il playback, mentre gli altri membri del gruppo stanno suonando la musica del brano. L'armadio, finito nel mare, comincia ad imbarcare acqua e il video si chiude quando tutti i membri della band sono sommersi. Nel videoclip del 1990, invece, finiti sul fondo del mare ed aperta la porta dell'armadio, la band si trova in un ambiente sottomarino con polpi giganti, pesci e stelle marine di gommapiuma, che disturbano i musicisti mentre tentano di suonare il brano con una strumentazione improbabile.

## Tracce
Vinile 7"
- Lato A

1. Close to Me

- Lato B

1. A Man Inside My Mouth

Vinile 12"
- Lato A

1. Close to Me (extended)

- Lato B

1. A Man Inside My Mouth
2. Stop Dead

Half an Octopuss
- Lato A

1. Close to Me
2. A Man Inside My Mouth

- Lato B

1. New Day
2. Stop Dead

Quadpus
- Lato A

1. A Night Like This
2. New Day

- Lato B

1. Close to Me (extended)
2. A Man Inside My Mouth

## Formazione
- Robert Smith – voce
- Lol Tolhurst – tastiere
- Porl Thompson – tastiere
- Simon Gallup – basso
- Boris Williams – batteria

## Close to Me Remix
Il brano è stato remixato e ripubblicato come singolo nel 1990 per promuovere l'album Mixed Up, riscuotendo ampio successo.

### Tracce
Vinile 7"
- Lato A

1. Close to Me (Closest Mix)

- Lato B

1. Just Like Heaven (Dizzy Mix)

Vinile 12"
- Lato A

1. Close to Me (Closer Mix)

- Lato B

1. Just Like Heaven (Dizzy Mix)
2. Primary (Red Mix)

CD Standard
1. Close to Me (Closest Mix)
2. Just Like Heaven (Dizzy Mix)
3. Primary (Red Mix)

CD Edizione Limitata
1. Close to Me (Closer Mix)
2. Just Like Heaven (Dizzy Mix)
3. Why Can't I Be You? (Extended Mix)

MC
- Lato A

1. Close to Me (Closer Mix)
2. Just Like Heaven (Dizzy Mix)

- Lato B

1. Close to Me (Closest Mix)
2. Primary (Red Mix)